# Алеутський жолоб
52° пн. ш. 172° сх. д. / 52° пн. ш. 172° сх. д.
Алеу́тська запа́дина, Алеутський жолоб — глибоководний океанічний жолоб в північній частині Тихого океану. Витягнута дугою довжина понад 3 500 км вздовж південних схилів Алеутських островів і півострова Аляска. На заході від трійнику від якого крім Алеутського жолоба прямують Курило-Камчатський жолоб й Улаханський розлом, до розлому Королеви Шарлоти на сході.
Глибина до 7 678 м.
Класифікується як крайова океанічна западина. Тягнеться від північного кінця Курило-Камчатського жолоба до затоки Аляска, є зоні субдукції, де Тихоокеанська плита занурюється під Північноамериканську плиту під кутом в 45°.